# Pia come la canto io
Pia come la canto io è un album di Gianna Nannini, pubblicato nel 2007. su Etichetta discografica Polydor Records..

## Descrizione
Nato dalla collaborazione con la scrittrice Pia Pera, il disco è incentrato sulla figura dantesca di Pia de' Tolomei, senese come la Nannini. Il progetto fu presentato durante l'edizione 2007 del Festival di Sanremo.

## Tracce
1. La Divina Commedia – 1:20
2. Dolente Pia  (Long Version) – 6:07
3. Mura mura – 4:07
4. Non c'è più sole – 3:48
5. Contrasto – 4:43
6. Le corna – 5:41
7. La gelosia – 3:45
8. Dolente Pia (Voce prigioniera) – 2:58
9. Testamento – 4:33
10. Settimanima – 3:24
11. Meravigliati i boschi – 4:21

## Musicisti
- Gianna Nannini - voce, chitarra elettrica, pianoforte, tastiera
- Rüdiger Elze - chitarra elettrica
- Raffaele Gulisano - basso
- Hans Maahn - basso
- Will Malone - campana
- Tommaso Marletta - chitarra acustica, chitarra elettrica
- Marco Colombo - chitarra elettrica
- Davide Oliveri - batteria
- Simon Phillips - batteria
- Davide Tagliapietra - chitarra acustica, chitarra elettrica
- Christian Lor - sintetizzatore
- Cristiano De André - violino, chitarra classica, tastiera, shaker

## Promozione
| Video Promo | Singolo   | Radio Promo | Data di uscita | FIMI - Classifica Ufficiale Singoli |
|             | Mura Mura | Mura Mura   | 30 marzo 2007  | #                                   |
|             |           | Dolente Pia | 31 luglio 2007 | #                                   |

## Classifiche

### Classifiche settimanali
| Classifica (2007) | Posizione massima |
| ----------------- | ----------------- |
| Italia            | 4                 |

### Classifiche di fine anno
| Classifica (2007) | Posizione |
| ----------------- | --------- |
| Italia            | 74        |